# Únehle
Únehle (německy Unola, zastarale Unolla) jsou obec v okrese Tachov v Plzeňském kraji. Nachází se čtyři kilometry severně od Stříbra. Žije zde 136 obyvatel.

## Historie
První písemná zmínka o obci pochází z roku 1115.

## Obyvatelstvo
| Rok            | 1869 | 1880 | 1890 | 1900 | 1910 | 1921 | 1930 | 1950 | 1961 | 1970 | 1980 | 1991 | 2001 | 2011 | 2021 |
| -------------- | ---- | ---- | ---- | ---- | ---- | ---- | ---- | ---- | ---- | ---- | ---- | ---- | ---- | ---- | ---- |
| Počet obyvatel | 326  | 343  | 316  | 312  | 327  | 299  | 299  | 156  | 146  | 136  | 102  | 103  | 109  | 119  | 138  |
| Počet domů     | 50   | 54   | 54   | 59   | 59   | 58   | 57   | 38   | 35   | 34   | 29   | 30   | 33   | 37   | 44   |

## Obecní správa
Mezi lety 1869–1959 Únehle byly obcí v okrese Stříbro. V letech 1960–1980 patřily jako část obce ke Kšicím v okrese Tachov. Od 1. července 1980 do 23. listopadu 1990 patřily jako část obce k Erpužicím a od 24. listopadu 1990 jsou opět samostatnou obcí.

### Obecní symboly
Znak a vlajka byly obci uděleny rozhodnutím předsedy Poslanecké sněmovny Parlamentu České republiky dne 25. listopadu 2003.

## Pamětihodnosti
- kaple
- kamenný most
- asi 45 mohyl jihozápadně od vesnice

## Galerie

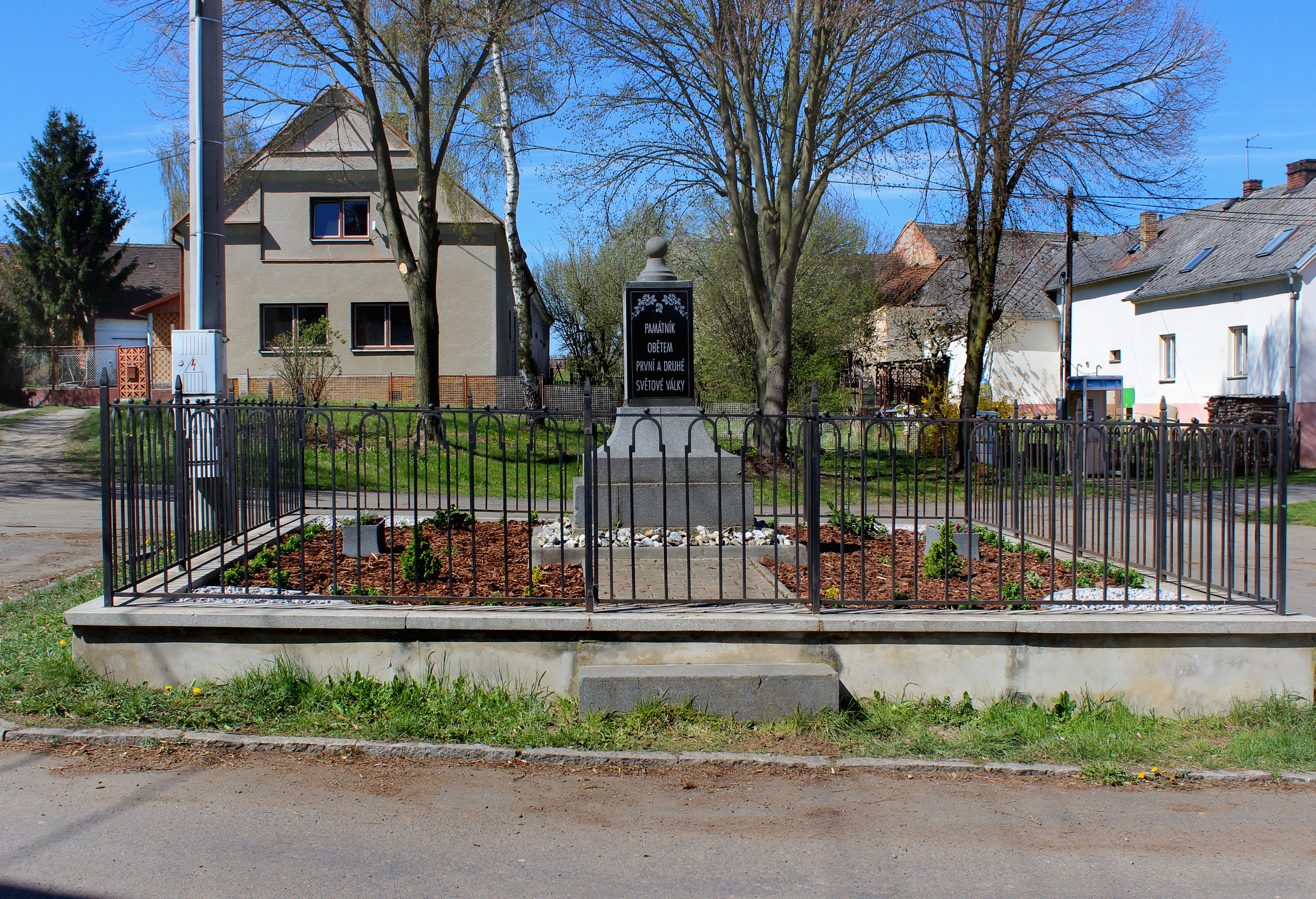
Památník obětem válek
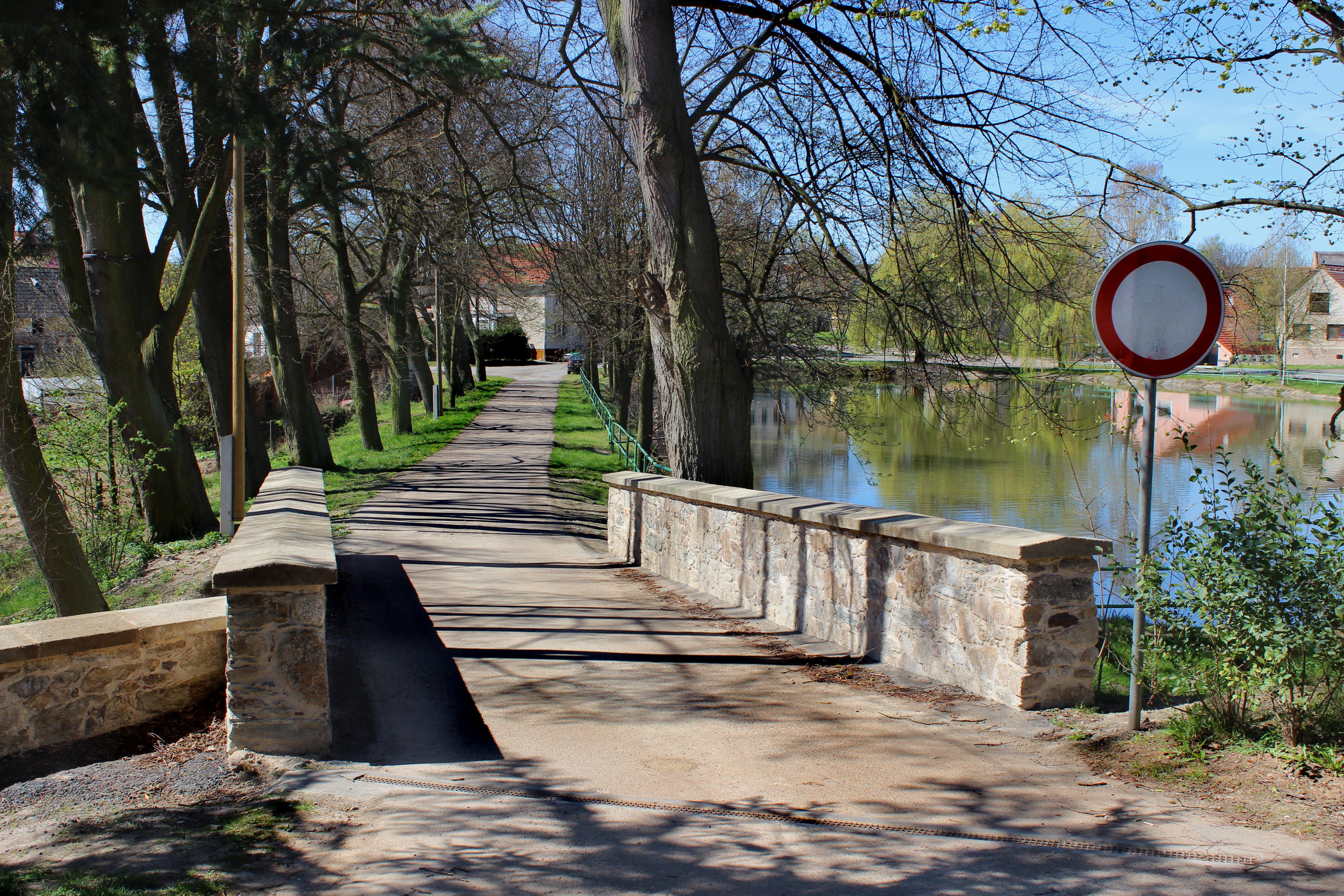
Kamenný most
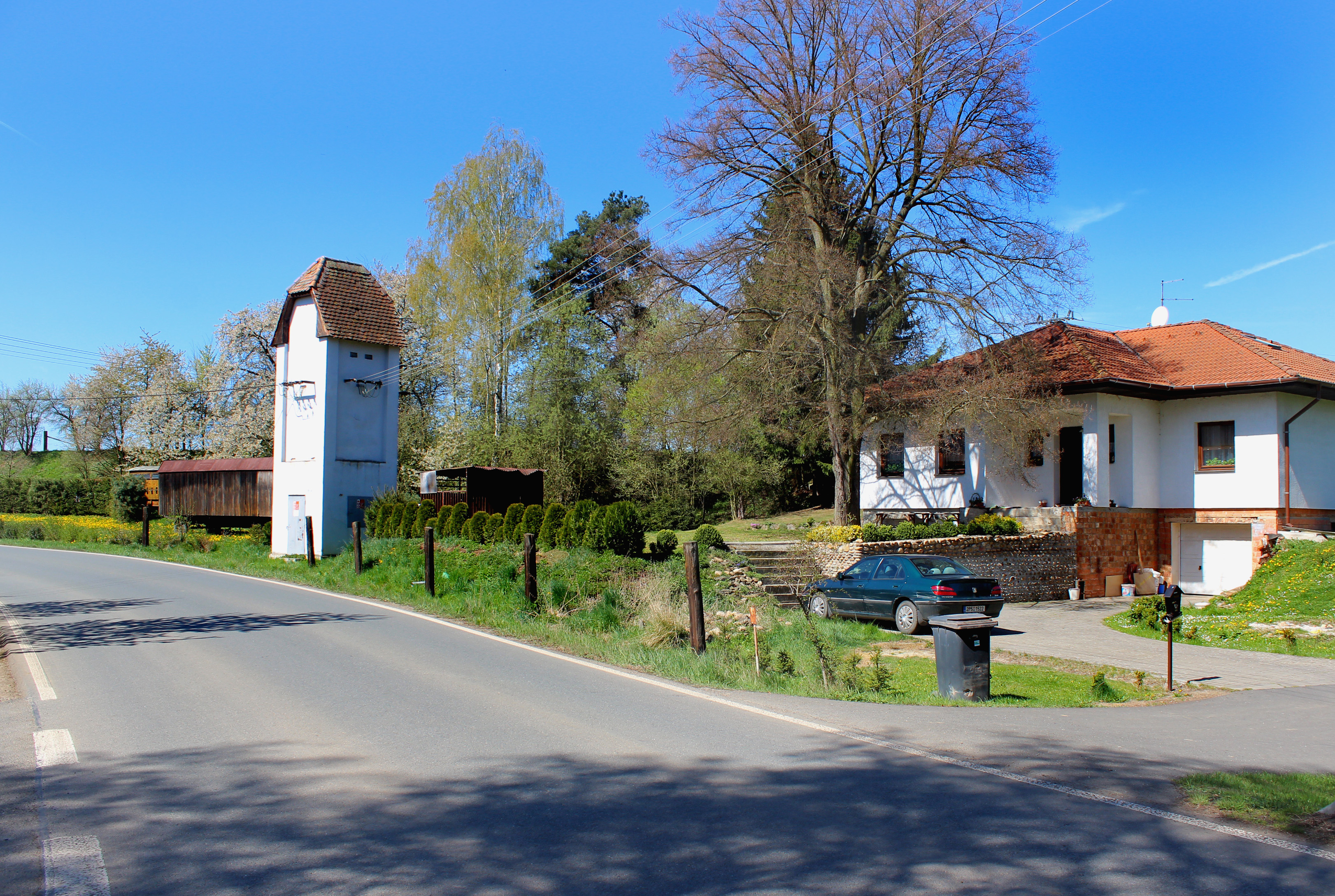
Severní část obce u silnice II/193